# Bendekere, Arsikere
Bendekere là một làng thuộc tehsil Arsikere, huyện Hassan, bang Karnataka, Ấn Độ.